# Bauer Kompressoren

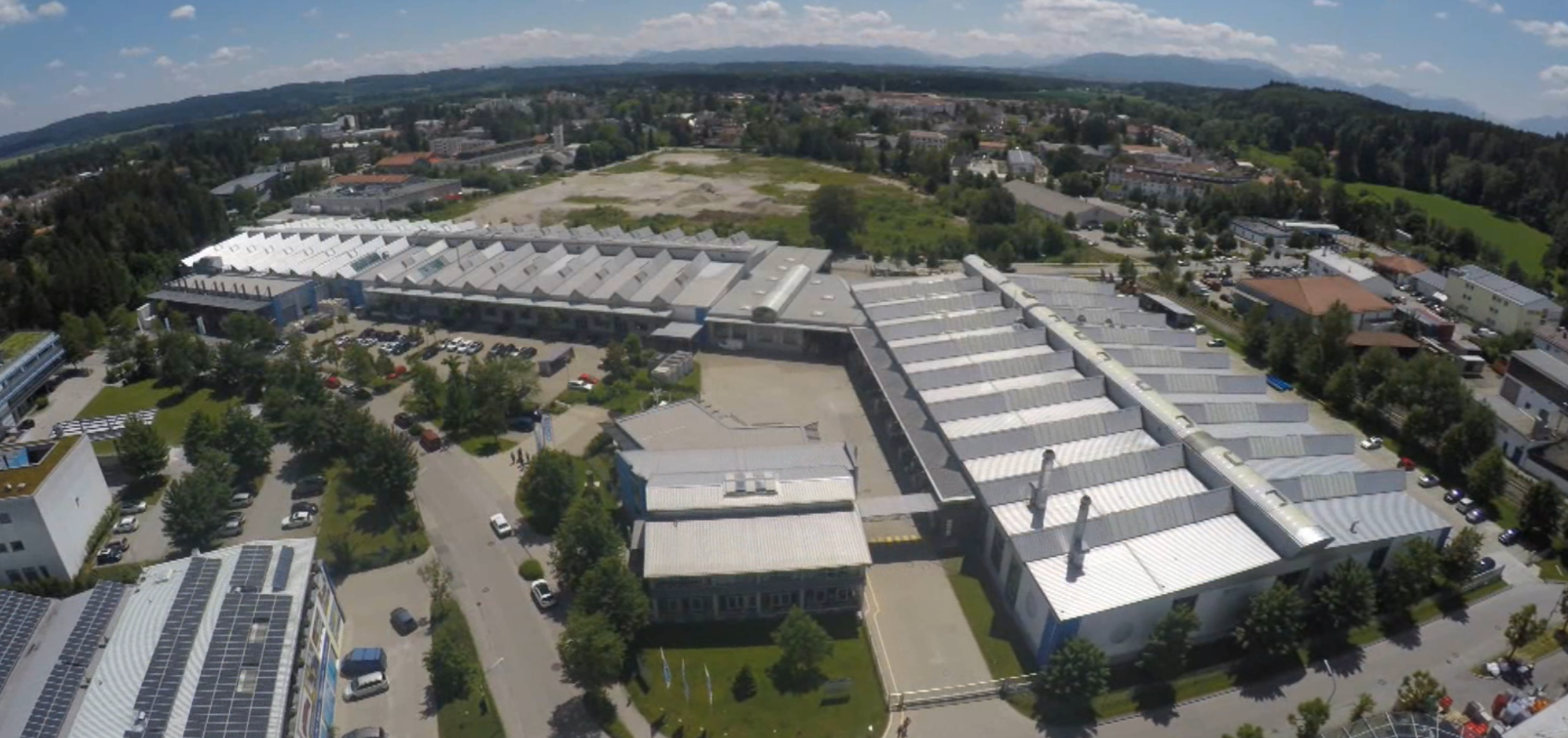
De fabriek in Geretsried

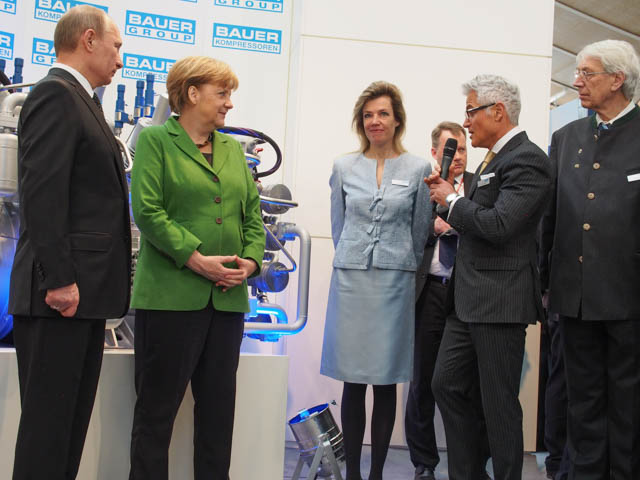
Angela Merkel en Vladimir Poetin bij de stand van Bauer Kompressoren op de Hannover Messe 2013

Bauer Kompressoren is een Duitse firma die compressoren produceert. Het is de wereldleider voor machines met hoge druk. De firma heeft haar hoofdzetel in München en heeft onder andere fabrieken in Geretsried en Wolfratshausen.
De firma werd in 1946 opgericht in München door Hans Bauer. Hij maakte in de eerste instantie compressoren om verf te vernevelen en pneumatische pompen voor de landbouw. Het bedrijf kende een grote groei in de tweede helft van de jaren 1950 nadat het compressoren voor de duiksport begon te commercialiseren. De eerste compressor van dit type, de UTIUS (Unseren Tauchern immer Luft und Sicherheit), werd over de hele wereld verkocht. Ook de opvolger, de K14 uit 1959, kende een wereldwijde verkoop.
Apparaten voor perslucht (voor de duiksport, de brandweer) vertegenwoordigt nog 35% van de omzet. Daarnaast maakt de firma compressoren voor tankstations met vloeibaar gas en voor de industrie (mijnbouw, petrochemie, vliegtuig- en automobielindustrie).
Het bedrijf is anno 2022 nog steeds in familiebezit.